# Daniel Zítka
Daniel Zítka (Havířov, 20 giugno 1975) è un ex calciatore ceco, di ruolo portiere.

## Carriera
Inizia a giocare a 10 anni con la squadra della sua città, l'FK Havířov e nel 1994 viene acquistato dal Viktora Žižkov, col quale esordisce nella seconda divisione ceca e nel 1995 viene acquistato dal Tescoma Zlín, nel quale non esordisce. Nel 1997 viene acquistato dal Tatran, squadra che naviga nei bassifondi della prima lega slovacca. Qui fino al 1999 gioca 44 partite. Dal 1999 al 2002 gioca in Jupiler League con il Lokeren, dove si fa definitivamente conoscere. Nel 2002 compie il salto di qualità andando all'Anderlecht, col quale esordisce anche in Champions League. Nel 2010 fa ritorno in patria firmando un contratto di 2 anni con lo Sparta Praga.

## Statistiche

### Cronologia presenze e reti in nazionale
| Cronologia completa delle presenze e delle reti in nazionale ― Rep. Ceca | Cronologia completa delle presenze e delle reti in nazionale ― Rep. Ceca | Cronologia completa delle presenze e delle reti in nazionale ― Rep. Ceca | Cronologia completa delle presenze e delle reti in nazionale ― Rep. Ceca | Cronologia completa delle presenze e delle reti in nazionale ― Rep. Ceca | Cronologia completa delle presenze e delle reti in nazionale ― Rep. Ceca | Cronologia completa delle presenze e delle reti in nazionale ― Rep. Ceca | Cronologia completa delle presenze e delle reti in nazionale ― Rep. Ceca |
| Data                                                                     | Città                                                                    | In casa                                                                  | Risultato                                                                | Ospiti                                                                   | Competizione                                                             | Reti                                                                     | Note                                                                     |
| ------------------------------------------------------------------------ | ------------------------------------------------------------------------ | ------------------------------------------------------------------------ | ------------------------------------------------------------------------ | ------------------------------------------------------------------------ | ------------------------------------------------------------------------ | ------------------------------------------------------------------------ | ------------------------------------------------------------------------ |
| 21-11-2007                                                               | Nicosia                                                                  | Cipro                                                                    | 0 – 2                                                                    | Rep. Ceca                                                                | Qual. Euro 2008                                                          | -                                                                        |                                                                          |
| 5-2-2008                                                                 | Nicosia                                                                  | Grecia                                                                   | 1 – 0                                                                    | Rep. Ceca                                                                | Amichevole                                                               | -1                                                                       | 46’                                                                      |
| 15-10-2008                                                               | Teplice                                                                  | Rep. Ceca                                                                | 1 – 0                                                                    | Slovenia                                                                 | Qual. Mondiali 2010                                                      | -                                                                        |                                                                          |
| 19-11-2008                                                               | Serravalle                                                               | San Marino                                                               | 0 – 3                                                                    | Rep. Ceca                                                                | Qual. Mondiali 2010                                                      | -                                                                        |                                                                          |
| Totale                                                                   |                                                                          | Presenze                                                                 | 4                                                                        |                                                                          | Reti                                                                     | -1                                                                       |                                                                          |

## Palmarès

### Club

#### Competizioni Nazionali
- Campionato belga: 4

Anderlecht: 2003-2004, 2005-2006, 2006-2007, 2009-2010
- Coppa del Belgio: 1

Anderlecht: 2007-2008
- Supercoppa del Belgio: 2

Anderlecht: 2006, 2007

### Individuale
- Portiere belga dell'anno: 1

2007